# Heidi Fleiss
Heidi Lynne Fleiss (Los Angeles (Californië), 30 december 1965) is een Amerikaanse ex-madam en ex-prostituee. Haar vader is Paul Fleiss, een bekende kinderarts.
Fleiss startte haar werkzaamheden in 1987 als callgirl bij Madame Alex. In 1990 besloot ze zelf een escortbedrijf te starten, waarmee ze bekendheid verwierf als de Hollywood Madam. Als zodanig verzorgde zij de prostitutie voor diverse bekende personen in Hollywood. In 1993 werd Fleiss gearresteerd na een undercover-operatie. Aanvankelijk werd ze veroordeeld tot drie jaar celstraf, maar in 1996 werd deze uitspraak teruggedraaid. In 1997 werd ze tot een celstraf veroordeeld wegens belastingontduiking. Door deze rechtszaken kwam haar klantenbestand in de openbaarheid. In 1999 kwam Fleiss weer vrij.
Ze schreef enkele boeken over haar ervaringen en verhuisde in 2005 naar Pahrump (Nevada), waar ze van plan was een bordeel te beginnen met mannelijke prostituees, maar ze kreeg dermate veel tegenwerking dat dit plan niet tot uitvoer is gekomen. Fleiss besloot te gaan zorgen voor achtergelaten papegaaien. Daarnaast baatte ze een wasserette uit.
In 2008 werd ze in Nevada gearresteerd voor het bezitten en gebruiken van drugs en het rijden onder invloed. Fleiss heeft tijdens haar leven vaker last gehad van drugsverslaving.

## Film
Over haar leven als madam is een televisiefilm gemaakt: Call Me: The Rise and Fall of Heidi Fleiss (2004). Tevens heeft ze zelf enkele malen geacteerd, zoals in de The Doom Generation (1995) en Alien 51 (2004).